# Fiete Stolte
Fiete Stolte (* 1979 in Berlin) ist ein deutscher Künstler. Seine Werke wurden international ausgestellt, unter anderem auf der Biennale di Venezia 2017, im Centre Pompidou-Metz 2019 und im Garage Museum of Contemporary Art in Moskau 2022. Er ist ein konzeptueller Bildhauer, der mit sehr unterschiedlichen Medien arbeitet wie z. B. Fotografie, Video, Neonschrift, Bronze, Stein, Gusstechniken und grafischen Verfahren, die zwischen Vervielfältigung und Unikat oszillieren. Im Vordergrund steht eine konzeptuelle Herangehensweise, die universelle Prinzipien wie Zeit, Licht, Raum und Körper untersucht und durch performative Prozesse ins Material und in das Artefakt überführt.